# Перо деј Санти (Л'Аквила)
Перо деј Санти (итал. Pero dei Santi) је насеље у Италији у округу Л'Аквила, региону Абруцо.
Према процени из 2011. у насељу је живело 452 становника. Насеље се налази на надморској висини од 467 м.